# Всеканальність
Всеканальність — це багатоканальна контент-стратегія, яку організації використовують для покращення досвіду роботи та покращення взаємовідносин зі своєю аудиторією через точки дотику. Замість того, щоб працювати паралельно, канали зв'язку та їх підтримуючі ресурси розробляються та організовуються для співпраці. Всеканальність має на увазі інтеграцію та упорядкування каналів таким чином, що досвід залучення всіх каналів, які хтось вирішить використовувати, є настільки ж ефективним або приємним, ніж використання одиночних каналів ізольовано.
Цей підхід має застосування в будь-якій галузі, але ранні приклади були у фінансовій, медичній та телекомунікаційній галузі, а також у галузях державного управління і роздрібної торгівлі. Всеканальність витісняє багатоканальність і включає такі канали, як фізичні місця та оточення, електронна комерція, мобільні застосунки, соціальні медіа та нові формати, такі як розширена та змішана реальність або динамічно персоналізоване відео. Компанії, які використовують всеканальність, стверджують, що клієнт цінує можливість взаємодіяти з компанією за допомогою декількох напрямків одночасно.
Поширена помилкова думка полягає в тому, що для того, щоб бути всеканальною, стратегія повинна підтримувати всі можливі канали, що не є практично можливим для більшості організацій.

## Історія
«Omnis» — це латинське слово «кожен / всі», і тут пропонується інтегрувати всі фізичні канали (офлайн) та цифрові канали (онлайн), щоб запропонувати єдиний досвід клієнтів. За даними Frost &amp; Sullivan, всеканальність визначається як «безшовний та легкий, високоякісний досвід клієнтів, який відбувається в межах каналів контактів та між ними».
Намагання об'єднати канали мають багаторічну історію у всіх секторах ринку. Намагання, такі як публікація з одним джерелом та чуйний вебдизайн, як правило, були зосереджені на внутрішній ефективності, послідовності форматування та простій дедуплікації крізь канали. Зі збільшенням кількості каналів зростала можливість роз'єднаного досвіду при переключенні або роботі з декількома каналами. Додатково до традиційних каналів фізичної та людської взаємодії використовуються такі канали, як мобільні пристрої, мобільна мережа, мобільні застосунки, контекстна допомога, доповнена реальність, віртуальна реальність та чати. Це створює складну матрицю можливих способів, якими людина може залучати організацію та її пропозиції або виконувати завдання.
Роздрібна торгівля до початку 1990-х років була або магазином з фізичної цегли та розчину, або каталожними продажами, де замовлення було зроблене поштою або по телефону. Продаж поштовим замовленням починається з того часу, коли британський підприємець Прийс Прайс-Джонс створив перше сучасне поштове замовлення у 1861 році, продаючи валлійський фланель. Каталожні продажі асортименту товарів загального користування розпочалися наприкінці 1800-х років, коли Sears &amp; Roebuck випустив свій перший каталог у 1896 році. На початку 1900-х років LL Bean започаткував свій каталог у США.
AOL, CompuServe та Prodigy експериментували з продажем через свої власні онлайн-сервіси на початку 1990-х. Ці компанії розпочали розширення каналів збуту, тоді як загальні торговці еволюціонували до універмагів та електронних замовлень Big-Box. У серпні 1994 року NetMarket обробив перший Інтернет-продаж, де кредитна картка була зашифрована. Незабаром після цього було засновано Amazon.com та створено канал продажу електронної комерції. Мобільна комерція прийшла в 1997 році, і тоді справді почалася багатоканальна роздрібна торгівля.  
[джерело?]
Походження всеканальності датується часами, коли Best Buy використав орієнтацію на клієнтів, щоб конкурувати з електронним магазином Walmart у 2003 році. Компанія створила підхід, який зосереджувався навколо замовника як в магазині, так і в Інтернеті, надаючи післяпродажну підтримку. Всеканальність була винайдена як форма «зібраної комерції» і поширилася на галузі охорони здоров'я та фінансових послуг.

### Фінанси
Всеканальний банкінг розвинувся у відповідь на популярність цифрових банківських операцій через банкомати, Інтернет та мобільні додатки. Найпопулярніші частини всеканального банкінгу включали інтеграцію каналів з «нульовою швидкістю падіння», індивідуалізацію каналів для клієнтів та маркетинг інших варіантів каналу. Банки отримували поглиблені дослідження щодо клієнтів для побудови відносин та підвищення прибутковості.

### Уряд
У 2009 році платформа всеканальності почала використовуватись в урядах через взаємодію у Twitter . Уряди розробляють веб та мобільні інтерфейси для покращення та персоналізації досвіду громадян. Цифрова стратегія уряду США включає інформаційні та орієнтовані на клієнта платформи, що забезпечують безпеку та конфіденційність. Всеканальність використовується для спілкування з громадянами через платформу за власним бажанням та використання зворотного зв'язку для аналізу досвіду громадян для кращого обслуговування.

### Охорона здоров'я
Через роздробленість медичних працівників, лікарень, фармацевтичних компаній та пацієнтів, всеканальність розвивається для покращення досвіду клієнтів у галузі охорони здоров'я . Всеканальні медичні центри мають інтегрувати дані, технології, контент та комунікацію, координуючи результати пацієнта за допомогою цифрових каналів. У вересні 2015 року Медичний центр Університету Пітсбурга привернув увагу ЗМІ до технології обслуговування споживачів, яка була інтегрована у 2009 році. План охорони здоров'я МЦУП використовує всеканальну систему для покращення взаємодії з клієнтами та вирішення контактів.

### Роздрібна торгівля
Всеканальна роздрібна торгівля — це розширення багатоканальної роздрібної торгівлі . Поява цифрових технологій, соціальних медіа та мобільних пристроїв призвело до значних змін у роздрібному середовищі та надає можливість роздрібним торговцям переробляти свої маркетингові та товарні стратегії. Клієнти, як правило, шукають інформацію у фізичному магазині, і в той же час вони отримують додаткову інформацію зі своїх мобільних пристроїв про пропозиції та, можливо, вищі ціни. Всеканальність дозволяє організаціям розподіляти доступність та видимість рекламних ресурсів у різних місцях порівняно з кожним каналом, що містить конкретні одиниці. Ряд функцій, як графіки розмірів, політика простого повернення та доставка в один і той же день, посилили електронну комерцію та сприяли всеканальним покупкам.
Всеканальний роздрібний продавець має традиційні методи масової реклами, інтегровані з новими інтерактивними каналами. Вебсайти, електронні пропозиції, соціальні мережі та фізичні магазини показують однакові повідомлення, пропозиції та продукти. Концепція всеканальності не тільки розширює спектр каналів, але також включає потреби, комунікації та взаємодію між покупцем, торговою маркою та роздрібною торгівлею.

### Контактні центри
Всеканальність перемагає багатоканальність особливо у сфері контактних центрів. Підприємствам, які підтримують контакт-центри, рекомендується додавати все більше каналів, за допомогою яких клієнти можуть взаємодіяти з бізнесом, включаючи електронну пошту, чат, SMS та соціальні медіа. Всеканальні контактні центри пропонують клієнтам однаковий досвід роботи на всіх каналах, надаючи агентам обслуговування клієнтів більш простий інтерфейс і більш багатий набір даних.

### Прогноз
Хоча вважається, що всеканальність диктується системами та процесами, саме клієнт диктує, як відбувається взаємодія. Системи та процеси сприяють подорожі клієнта до взаємодії та отримання товарівмі послуг. Всеканальність рухається до розширеної персоналізації на основі аналітики, щоб зробити досвід клієнта більш безпроблемним. Згідно зі звітом MIT, всеканальність «є центральною силою, яка визначає майбутнє електронної комерції та цегляних магазинів».

## Vs. багатоканальний

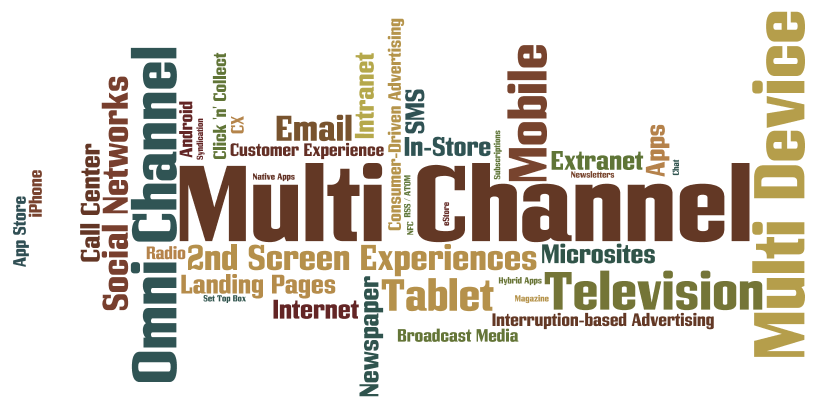
Всеканальний маркетинг vs. мільтиканального

Основна відмінність всеканальності від багатоканальності — рівень інтеграції. Багатоканальність зазвичай ідентифікується як неінтегрований спосіб наблизитись до клієнтів і запасів тоді як всеканальність вимагає послідовної та абсолютної інтеграції запасів. Все більше та більше організацій усвідомили можливості та переваги інтеграції декількох каналів, застосувавши всеканальний підхід. Межі між каналами, як правило, зникають у всеканальному середовищі, надаючи замовнику постійний досвід роботи з брендом.

## Vs. все-цифрового
Основна різниця між всеканальним і все-цифровим полягає в фокусі стратегії. Завдяки всеканальності компанія фокусується на доставці потрібного вмісту, на правильному наборі каналів, в потрібний момент, щоб забезпечити максимальну цінність для користувача. Завдяки все-цифризації компанія фокусується на забезпеченні постійного досвіду клієнтів у всьому цифровому, незалежно від використовуваного каналу. Канал стає вторинним, а головний фокус — досвід клієнтів.

## Основні рішення
У всеканальному світі дисплейну рекламу, пошукові системи, соціальні медіа, вебсайти з довідками, електронну пошту та мобільний маркетинг можна вважати незалежними каналами, оскільки кожен може сприяти односторонньому або двосторонньому спілкуванню. Роздрібні торговці повинні знайти шляхи інтеграції своїх онлайн та офлайн-каналів, щоб уникнути відокремлених кампаній. Продовжуйте сподіватися, що покупці переміщуватися між каналами та пристроями, а рекламні кампанії та мови підтримуватимуться на всіх каналах та точках дотику клієнтів.
Для адаптації до всеканальної концепції торговці повинні розуміти поведінку покупців. Зокрема, елементи, які можуть спонукати клієнта ухвалити рішення про покупку; та шляхи покупця до покупки, які стосуються їх способу життя, часу, присвяченого покупці та відстані до магазину. Використовуючи універсальний маркетинговий підхід, роздрібні торговці можуть надавати точно націлені стимули за допомогою цифрових та мобільних рекламних акцій.
Всеканальні рішення також дозволяють брендам та компаніям посилити контроль постачальників та оптимізувати свій товарний запас за численними каналами продажів, гарантуючи, що оптимальні рівні запасів розміщені у кожному місці, а канали будуть в курсі інформації про запаси.

## Практика роздрібної торгівлі
Всеканальність означає уніфікований досвід клієнтів. Простий приклад — дизайн вебсайту повинен відповідати мобільному застосунку, а також відповідати фірмовим фізичним середовищам. Споживачі можуть здійснювати покупки однаково через магазини, вебсайт та мобільний телефон. Незалежно від місця та часу покупців. Замовлення можна або доставити на адресу безпосередньо, зібрати в магазині, або забрати у роздрібного партнера. У США роздрібні торговці та торгові марки зазвичай продають в Інтернеті та офлайн. Інтернет-канали включають фірмові вебмагазини, такі торгові місця, як: Amazon, eBay, Jet.com, Walmart.com та соціальні канали, такі як: Facebook, Google Shopping та Google Express. Для забезпечення ефективності контролю та впровадження всеканальних та багатоканальних стратегій роздрібної торгівлі, торгові марки та роздрібні торговці використовують програмне забезпечення для централізованого управління інформацією про товар, списками, товарними запасами та замовленнями постачальників.